# Liste in Bangladesch vorhandener Dampflokomotiven
Dies ist eine Liste erhaltener Dampflokomotiven auf dem Gebiet von Bangladesch.
In diesem Staat sind die Indische Breitspur und die Meterspur aufgrund der britischen Kolonialgeschichte vorherrschend. Weiters bestand eine Strecke mit 762 mm Schmalspur.

## Breitspurlomotiven 1676 mm
| Foto | Nummer oder Name                 | Bauart / Achsfolge | Hersteller     | Fabrik- nr. | Baujahr | Historie | Eigentümer / Betreiber / Strecke | Standort                                            | Bemerkungen |
| ---- | -------------------------------- | ------------------ | -------------- | ----------- | ------- | -------- | -------------------------------- | --------------------------------------------------- | ----------- |
|      | Bangladesh Railways No. 30       | 2 C                | Vulcan Foundry |             | 1947    |          |                                  | Rajshani                                            | [ 1 ]       |
|      | Bangladesh Railways No. 80 (240) | C                  | Vulcan Foundry |             | 1921    |          |                                  | Saidpur, Divisional Railway Superintendant's Office | [ 2 ]       |

## Schmalspurlokomotiven 1000 mm
| Foto | Nummer oder                    | Bauart / Achsfolge | Hersteller | Fabrik-nr. | Baujahr | Historie                                                                 | Eigentümer / Betreiber / Strecke | Standort                                | Bemerkungen |
| ---- | ------------------------------ | ------------------ | ---------- | ---------- | ------- | ------------------------------------------------------------------------ | -------------------------------- | --------------------------------------- | ----------- |
|      | Bangladesh Railways No. YD-718 | 1 D 1              | Nippon     |            | 1952    | Eine von 25 für die Pakistan Railways gebauten Lokomotiven der Klasse YD |                                  | Dhaka                                   | [ 3 ]       |
|      | Bangladesh Railways No. ZE-233 | 2 C                | Kawasaki   |            | 1955    |                                                                          |                                  | Mouchak, National Scout Training Centre | [ 4 ]       |

## Schmalspurlokomotiven 762 mm
| Foto | Nummer oder Name | Bauart / Achsfolge | Hersteller     | Fabrik- nr. | Baujahr | Historie | Eigentümer / Betreiber / Strecke | Standort                                            | Bemerkungen |
| ---- | ---------------- | ------------------ | -------------- | ----------- | ------- | -------- | -------------------------------- | --------------------------------------------------- | ----------- |
|      | JKR No. CS15     | 1 B t              | W.G.Bagnall    | 2539        | 1935    |          |                                  | Saidpur, Divisional Railway Superintendant's Office | [ 5 ]       |
|      | JKR No. CB7      | 1 B t              | Vulcan Foundry | 1756        | 1900    |          |                                  | Pahartali                                           | [ 6 ]       |
|      | JKR No. CB8      | 1 B t              | Vulcan Foundry | 1757        | 1900    |          |                                  | Pahartali                                           | [ 7 ]       |